# Adam Savage
Adam Whitney Savage (ur. 15 lipca 1967 w Nowym Jorku) – amerykański inżynier, drugi obok Jamiego Hynemana prowadzący program Pogromcy mitów (Mythbusters) w stacji telewizyjnej Discovery Channel i Science (emitowany w latach: 2003-2018).
Wcześniej pracował dla wytwórni filmowych Industrial Light and Magic, Warner Bros. i Disneya jako specjalista od efektów specjalnych. Brał udział m.in. w produkcji takich filmów jak: Gwiezdne wojny (epizody I i II), A.I. Sztuczna inteligencja, czy Matrix Reaktywacja. Syn Lee Savage – malarza, animatora i reżysera. W dzieciństwie podkładał głosy pod postacie z produkcji swojego ojca Ulica Sezamkowa. 
Ojciec bliźniaków. Obecnie mieszka w San Francisco. 
W 2006 roku razem z Jamiem Hynemanem zagrali w filmie "Nagrody Darwina". Wcielili się w dwóch sprzedawców sprzętu wojskowego. 

Obecnie prowadzi kanał na platformie YouTube o nazwie Tested. Jest również autorem książki "Every Tool's A Hammer: Life Is What You Make It", wydanej w 2019 roku.
Jednym z jego najpopularniejszych cytatów jest: "I reject your reality and substitute my own" ("Odrzucam twoją rzeczywistość i zastępuję moją własną").